# Англиканская церковь Канады
Англика́нская це́рковь Кана́ды (англ. Anglican Church of Canada) — единственная религиозная организация Канады из Англиканского сообщества.
Англиканская церковь Канады является третьей по значению христианской церковью в Канаде. Число её членов составляет 800 000 человек, и они распределены по тридцати епархиям. Перепись 2001 показала, что англиканами считали себя 2 035 500 человек, или 6,9 % канадского населения. В одной только Онтарио на тот момент было около миллиона англикан.
Англиканская церковь Канады насчитывает 10 франкоязычных приходов.
В 2007 Церковь переживала внутренние трудности из-за расхождения во взглядах на благословение однополых браков. Часть приходов покинули её, образовав более консервативную Англиканскую церковь в Северной Америке.